# Šegestin
Šegestin is een plaats in de gemeente Dvor in de Kroatische provincie Sisak-Moslavina. De plaats telt 65 inwoners (2001).